# Resetovací tlačítko

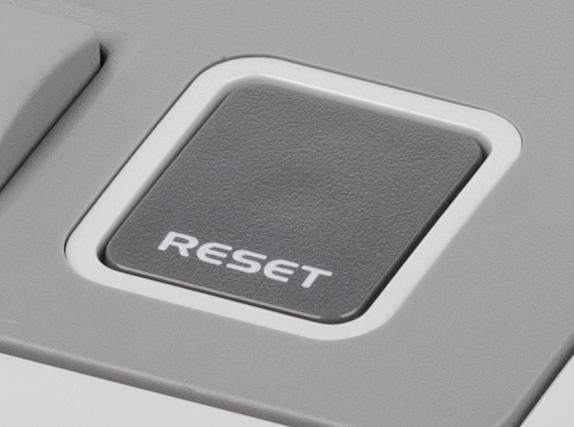
Resetovací tlačítko

Resetovací tlačítko je tlačítko, které umí resetovat zařízení. Na herních konzolích resetovací tlačítko restartuje hru, čímž se zahazuje neuložený stav hry. Na osobních počítačích resetovací tlačítko vynucuje reboot počítače. Jelikož toto tlačítko může způsobit poškození dat, často na mnoha[zdroj?] zařízeních vůbec neexistuje. Obvykle je toto tlačítko hodně malé, často zapuštěné do skříně, aby se nedalo stisknout omylem.

## Osobní počítače
Resetovací tlačítko může být skutečným tlačítkem nebo pouhým konceptem. Resetovací tlačítko obvykle spouští proces měkkého restartu, tj. instruuje počítač, aby provedl proces vypnutí se, což vyčistí paměť a resetuje stav zařízení. Toto je rozdíl od Power Button, které pouze odebere napájení.
Stisknutí resetovacího tlačítka je preferované před power tlačítkem, které teoreticky může vypnout zařízení uprostřed určité operace a tím ho poškodit.
Mnoho nových počítačů nemají žádné separátní tlačítko pro resetování počítače a je integrované s power tlačítkem. Na mnoha systémech mohou uživatelé ovlivnit, co se po stisknutí tohoto tlačítka má stát. Toto nastavení platí pouze pro krátké stisknutí tlačítka, na většině počítačů toto tlačítko umí i okamžitě odebrat napájení, a to za předpokladu, že je drženo po několik sekund. Této vlastnosti je využíváno v případě, kdy se zasekne operační systém.